# 哈里斯沙烈
丹斯里哈里斯沙烈（1930年11月4日—），马来西亚政治人物，于1976年6月至1985年4月期间就职第六任沙巴首席部长。他也是沙巴人民党的创党主席。

## 政治生涯
1967年，哈里斯通过沙统的旗帜在州选中胜出。然而，他随后与慕斯达化产生了矛盾，并于1976年成立了沙巴人民党，推翻了沙统的统治。不幸的是，在1976年的双六空难中，时任首长的莫哈末·法·史蒂芬遇难，哈里斯接任并担任了两届首长，直至1985年被沙巴团结党主席百林吉丁岸推翻。尽管哈里斯在1990年和1999年曾试图重返政坛，但并未引起太大波澜。
作为沙巴首席部长，哈里斯最令人印象深刻的事迹是割让纳闽岛给联邦政府成为联邦直辖区。在1984年4月16日于纳闽举行的历史性仪式上，代表沙巴政府的哈里斯与代表联邦政府的时任首相马哈迪·莫哈末签署了该协议书，这意味纳闽在此后将成为马来西亚的第二个联邦直辖区。